# Mimeusemia regina
Mimeusemia regina är en fjärilsart som beskrevs av Embrik Strand 1912. Mimeusemia regina ingår i släktet Mimeusemia och familjen nattflyn. Inga underarter finns listade i Catalogue of Life.